# Mons-Tabor-Gymnasium

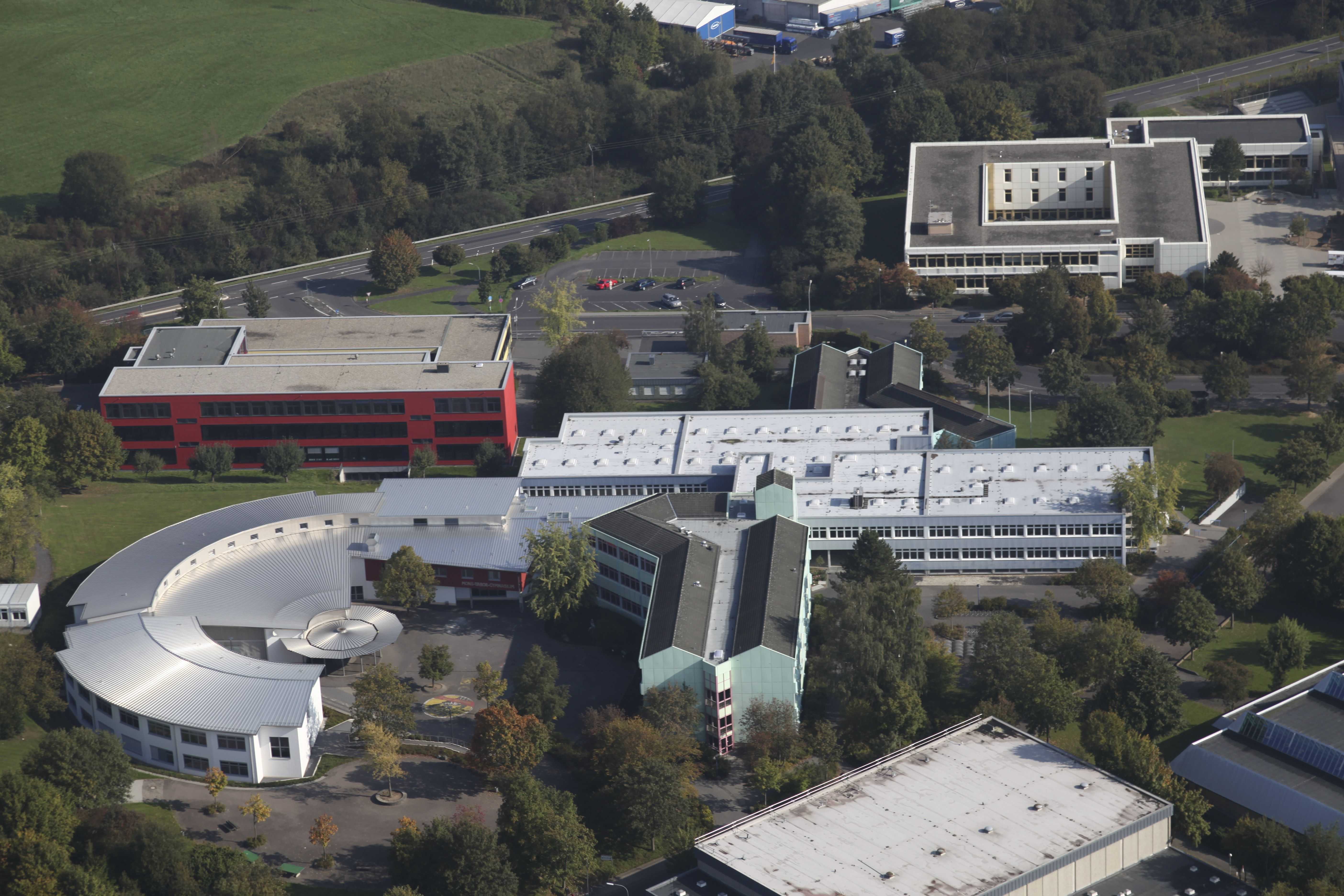
Luftaufnahme des Mons-Tabor-Gymnasiums

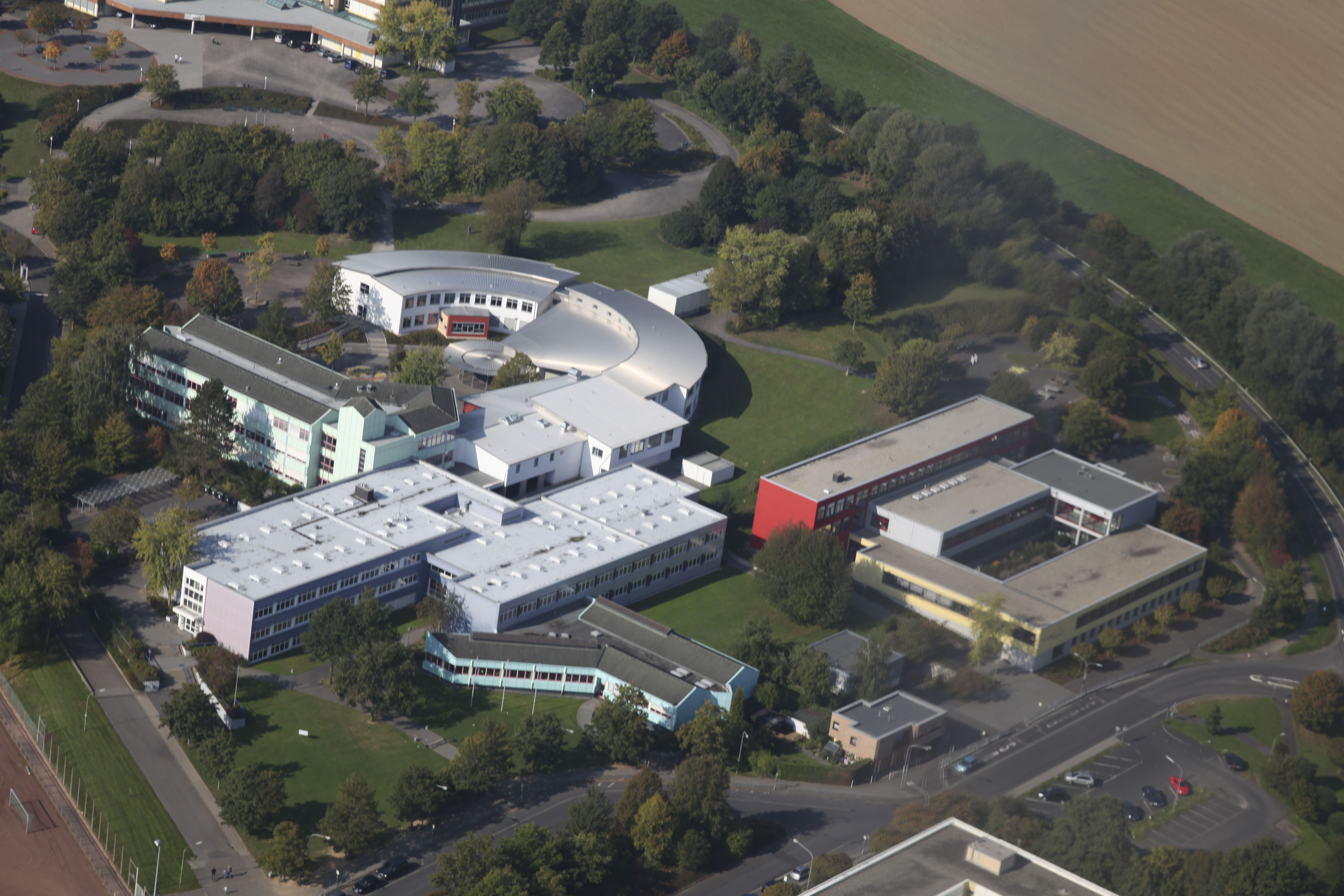
Luftaufnahme des Mons-Tabor-Gymnasiums

Das Mons-Tabor-Gymnasium (MTG) ist ein staatliches Gymnasium in der Kreisstadt Montabaur in Trägerschaft des Westerwaldkreises.

## Geschichte
Aus: K. Franzke, H. Frischbier: Die Geschichte unseres Gymnasiums, in: 100 Jahre Gymnasium Montabaur. Festschrift aus Anlaß des 100-jährigen Bestehens des Staatlichen Gymnasiums Montabaur und der Einweihung des Erweiterungsbaus, Montabaur 1968, S. 17–107.

### Vorläufer des heutigen Gymnasiums

#### 14. bis 18. Jahrhundert
Anfangs existierte in der Stadt Montabaur eine Lateinschule, die als Typus in vielen Orten des Deutschen Reiches den Ausgangspunkt für ein späteres städtisches Gymnasium bildete; die Schüler wurde von Geistlichen unterrichtet. Unterrichtssprache war Latein und der Unterricht zog sich über den gesamten Tag hin, nur unterbrochen von einem langen Gottesdienst und Zeiten des selbstständigen Lernens und Übens.
Im 16. und 18. Jahrhundert baute man diese Lateinschule aus und professionalisierte sie weitgehend nach den Vorstellungen der Zeit. So konnten Patres des Franziskanerordens als Lehrer gewonnen werden, deren Unterhalt die Stadt Montabaur sicherzustellen hatte. Finanzielle Engpässe, die es der Stadt nicht mehr erlaubten, das Salär für die Lehrer bereitzustellen, führten zu einem Weggang der Franziskaner und damit indirekt auch zum Ende der Schule in dieser Form.

#### 1806–1817
Das erste tatsächliche „Gymnasium“, dessen Ziel vor allem die Vorbereitung und Ausbildung für den Staatsdienst war, wurde als Schulversuch errichtet; er hatte nur elf Jahre Bestand. Man kann diesen Schulversuch durchaus als eine Vorwegnahme einer neuen Epoche, die durch Napoleons Expansionspolitik und der darauf folgenden Restauration eingeleitet wurde, sehen. Montabaur gehörte nach dem Reichsdeputationshauptschluss zum nassauischen Staatsgebiet und auch in der Installation eines solchen Gymnasiums zeigt sich der staatliche Durchgriff des neuen Territorialherrn, den die Montabaurer Bürger nur zu gern beförderten, indem sie sich anboten, die neue Schule zu finanzieren. Somit glaubten sie sich vor allem in Konkurrenz zu den nahe gelegenen Städten Limburg und Ehrenbreitstein eine bessere Position zu sichern.

#### 1868–1871
Aus dem nassauischen Schulversuch entwickelte sich in der Folge eine Realschule nassauischen Typs, die vor allem das Berufsbild des Kaufmannes vor Augen hatte. Aus dieser Basis erwuchs ein Progymnasium, das 1870 eingerichtet wurde, um später zum Vollgymnasium zu werden. Da man für das stolze, neue Gymnasium nach einem zugkräftigen Namen suchte und mit Bad Ems ein beliebter Kuraufenthalt Kaiser Wilhelms I. in unmittelbarer Nähe lag, verfiel man auf die Idee, den Kaiser selbst um sein Namenspatronat zu fragen, der dieser Bitte auch entsprach.

### Die Gründung des heutigen Gymnasiums
Das Mons-Tabor-Gymnasium wurde 1871 unter dem Namen „Kaiser-Wilhelms-Gymnasium“ gegründet und trug diesen Namen bis in die Zeit des Nationalsozialismus. Im Jahre 1938 erhielt es den Namen „Kaiser-Wilhelm-Schule, Städtische Oberschule für Jungen, Montabaur“, der aber wiederum im Jahre 1945 abgeschafft wurde. 1952 bekam es einen neuen Namen: „Alt- und Neusprachliches Gymnasium Montabaur“ welcher 1967 in „Staatliches Altsprachliches-Neusprachliches und Mathematisch-Naturwissenschaftliches Gymnasium Montabaur“ erweitert wurde. Im Jahr 1978 wurde es in „Mons-Tabor-Gymnasium Montabaur“ umbenannt. Durch die Fertigstellung des Neubaus im Jahr 2004 erhielt das MTG acht neue Klassenräume sowie eine Aula. 2008 wurde der zweite Neubau fertiggestellt, der u. a. 3 neue Computerräume besitzt. Der weitreichende Umbau des Schulgebäudes wurde im Wesentlichen zum März 2011 abgeschlossen, so dass der Schule neben neuen Klassenräumen auch ein moderner Verwaltungstrakt zur Verfügung steht." 2016 wurde dann noch eine Ganz-Tags-Schule hinzugefügt.

## Besonderheiten
Die Schülerzahl ist in den letzten Jahren stark gestiegen, so dass stets Raumnot besteht. Die Jahrgangsstufe 5 des Schuljahres 2010/2011 besteht aus 193 Schülern.
Schülervertretung
Das MTG verfügt über eine engagierte Schülervertretung mit über 170 Mitgliedern (2024/2025) welche von drei Schülersprechern geleitet wird. Sie ist in verschiedene Ausschüsse aufgeteilt. Die Schülersprecher werden jedes Jahr von allen Schülern demokratisch gewählt.

### Austausch
Die Schüler des MTG können an Schüleraustauschen mit der französischen Partnerstadt Tonnerre oder der Vietnamesischen Partnerschule in Hanoi sowie weiteren Austauschprojekten unterschiedlicher Art teilnehmen.

### Bilingualer Unterricht
Das Mons-Tabor-Gymnasium bietet zusätzlich zum „normalen“ Englischunterricht auf freiwilliger Basis einen bilingualen Zug an. Hierbei werden in der Unterstufe zwei zusätzliche Wochenstunden Englisch unterrichtet, in denen die Schüler spezielles Fachvokabular lernen, in der Mittelstufe wird der Unterricht in den Fächern Erdkunde und Geschichte zu zwei Dritteln in Englisch erteilt – in der Oberstufe kommt noch Sozialkunde hinzu. In der MSS ersetzt Englisch bilingual das sog. Beifach.

### AGs
Angeboten werden beispielsweise die Arbeitsgemeinschaften Medienscouts, Streitschlichter, Börse und Finanzen, Vietnam und die Mobbing-Prävention. Außerdem besteht die Möglichkeit, im Rahmen der Mofa-AG die Mofa-Prüfbescheinigung zu erwerben.

### Schule ohne Rassismus
Das MTG ist seit März 2012 im Schulnetzwerk Schule ohne Rassismus integriert.

### Förderverein
Es existiert ein Förderverein, dem als Mitglieder ehemalige Schüler, ehemalige Lehrer sowie Interessierte beitreten können. Der Förderverein unterstützt die Schule in organisatorischer sowie finanzieller Hinsicht, insbesondere bei Veranstaltungen oder Anschaffungen, die die Schule aus eigener Kraft nicht realisieren könnte. In einem Turnus von fünf Jahren findet für alle Mitglieder des Vereins das sogenannte „Studienerinnerungsfest“ statt, das vor allem der Pflege alter schulischer Kontakte dient.

## Bekannte Lehrer, Schüler und Abiturienten
- Peter Josef Weber (1750–1821), katholischer Geistlicher, Moraltheologe und Domkapitular
- Joseph Höffner (1906–1987), Erzbischof von Köln, Kardinal
- Hans Achim Gussone (1926–1997), Forstwissenschaftler, Abitur 1947
- Ralph Dommermuth (* 1963), Unternehmer
- Christoph Nebgen (* 1975), Kirchenhistoriker
- Andreas Lubitz (1987–2015), Pilot
- Andreas Nick (* 1967), Politiker (CDU), Bundestagsmitglied
- Dominik Schwaderlapp (* 1967), Weihbischof von Köln
- Fuat Kılıç (* 1973), Fußballtrainer
- Tanja Machalet (* 1974), Politikerin (SPD), Landtag Rheinland-Pfalz